# Southampton Vikings
I Southampton Vikings furono una squadra britannica di hockey su ghiaccio, con sede a Southampton; giocava le proprie partite casalinghe al Southampton Ice Rink.
I Vikings furono fondati dopo il fallimento del Club Francais Volants. Il nome 'Vikings' fu adottato perché utilizzarono le maglie di questa squadra di immigrati francesi, che riportavano un logo con la lettera V. La prima partita dei Southampton li vide vincere 10-5 con i London All Stars nel 1936. La squadra però ebbe vita breve a causa di grossi problemi finanziari.
La società venne rifondata nel 1952 e vinse la Southern Intermediate League alla prima stagione. I Vikings continuarono l'attività fino al 1964, quando chiusero nuovamente, per tornare ancora una volta nel 1976. Prima della chiusura definitiva nel 1988, giocarono una stagione nella Premier Division della British Hockey League.